# Route 18 (Uruguay)
Pour les articles homonymes, voir Route 18.
La route 18 (espagnol : ruta 18) est l'une des routes nationales de l'Uruguay. La majeure partie de son parcours est située dans le département de Treinta y Tres et le tronçon restant est situé dans le département de Cerro Largo.
Par la loi 16448 du 15 décembre 1993, le tronçon de cette route entre la route 17 et la ville de Vergara a été désigné sous le nom de « Ricardo Ferrés ».

## Parcours
Cette route, longue de 103 km et numérotée de 300 à 403, commence à la route 17, à 10 km au nord-est de la ville de Treinta y Tres, et se termine à la route 26, à 7 km au nord-ouest de la ville de Río Branco.
L'orographie et le type de sol de la zone située le long de la route sont propices à la culture du riz, de sorte que les rizières constituent des paysages caractéristiques le long de la route.

## Caractéristiques
État et type de construction de la route selon la section :
| Section                  | Type de réseau         | Type de construction   | État     |
| ------------------------ | ---------------------- | ---------------------- | -------- |
| Route 17 - Mendizábal    | Corridor international | Revêtement en asphalte | Très bon |
| Mendizábal - Río Tacuarí | Corridor international | Plate-forme asphaltée  | Bon      |
| Río Tacuarí - Route 26   | Corridor international | Plate-forme asphaltée  | Très bon |